# Ехріел мак Іріел Файд
Ехріел мак Іріел Файд (ірл. Ethriel) — легендарний верховний король Ірландії. Час правління: 1259–1239 до н. е. (згідно з «Історією Ірландії» Джеффрі Кітінга) або 1671–1651 до н. е. (відповідно до «Хроніки Чотирьох Майстрів»). Син верховного короля Ірландії Іріела Провидця. Протягом свого правління очистив 6 рівнин. Правив протягом 20 років. Був вбитий в битві під Райріу (ірл. Rairiu) Комнаелом (ірл. Conmáel), який почав проти нього війну як помсту за свого батька чи предка Ебера, що був вбитий дідом Ехріела (звичай кровної помсти). Він був з останніх вождів племені «Синів Міля», що завоювали Ірландію. «Книга захоплень Ірландії» синхронізує його правління з часом правління царя Таутанеса в Ассирії (1191–1182 до н. е. по хроніці Ієроніма) та з Троянською війною, що сумнівно.